# オリエンタルラグ

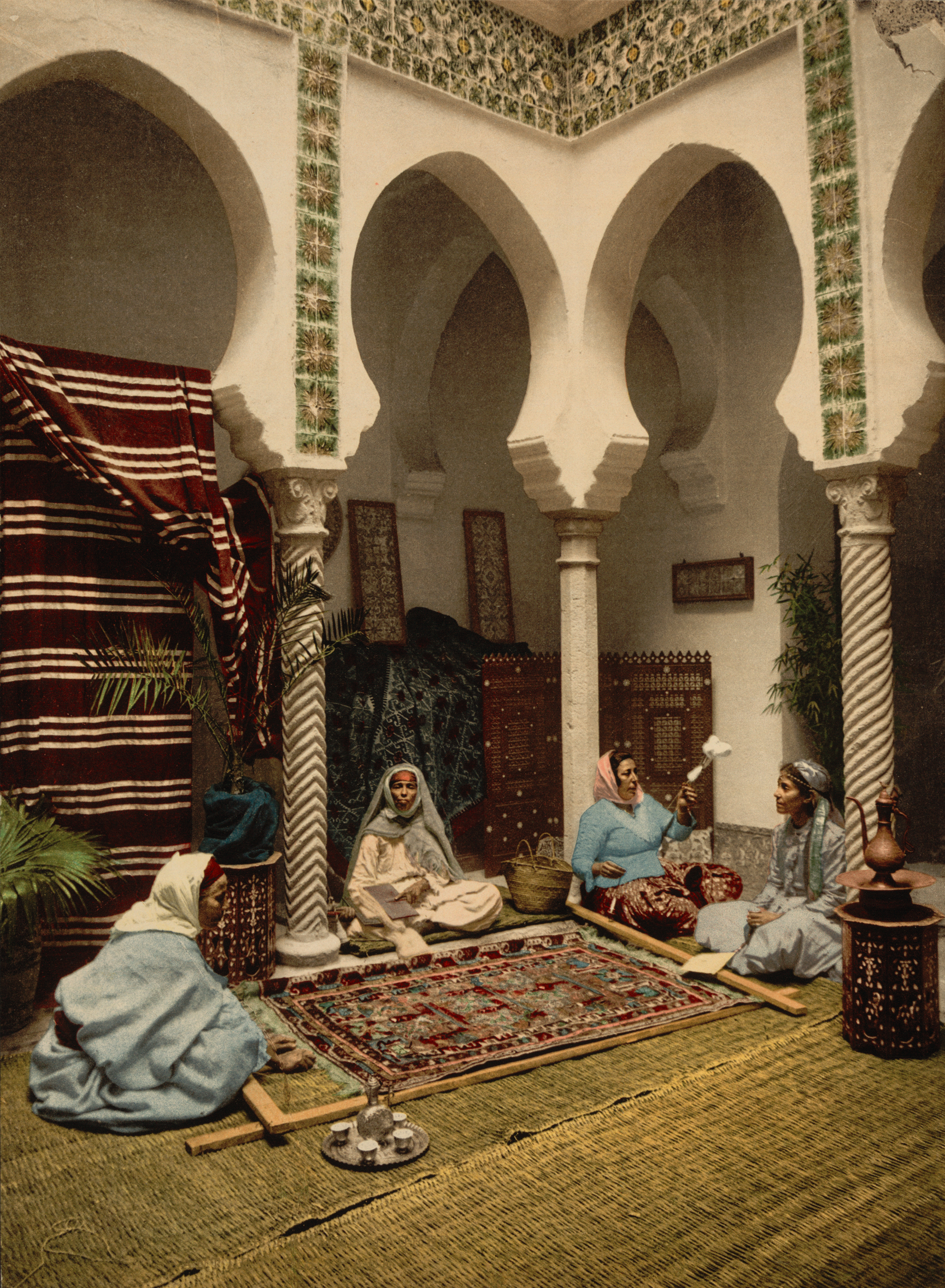
アルジェリアのアルジェで生産されたカーペット, 1899年頃

オリエンタルラグ (英語: oriental rug) はアジアで生産される手作りのパイル織物の総称である。
厳密には、オリエンタルラグはその名前の通り東洋から西洋に持ち込まれた敷物 (ラグ) である。この用語を字義通りに解釈すると、東は中国やベトナムから西はトルコ, マグリブ諸国、キプロス、イランまで、北はコーカサスから南はインドまでアジアの数多くの国で作られた敷物ということになる。異なる文化や国、宗教や民族を有する人々がオリエンタルラグの生産を行なってきた。
オリエンタルラグと呼ばれるもののなかにはペルシア絨毯、アラビア絨毯、トルコ絨毯, クルドラグ、コーカサス絨毯、中央アジアのラグ、トルクメニスタン絨毯、中国の毯子、チベット絨毯、インド絨毯がある。
西洋では、1880年代に工芸品としてのオリエンタルラグの蒐集が始まった。蒐集されたオリエンタルラグの展覧会も2つ行われている。1つは1891年にオーストリア＝ハンガリー帝国で行われた展覧会である。しかし、これらの中には個人的な蒐集品も含まれていた。より影響力のあった2つ目は1892年にロンドンにおいて行われた展覧会で、この展覧会では2,500ポンドでオリエンタルラグが競りに出されていた。